# Linanthus grandiflorus
Leptosiphon grandiflorus là một loài thực vật có hoa trong họ Polemoniaceae. Loài này được (Benth.) Greene mô tả khoa học đầu tiên năm 1892.

## Hình ảnh

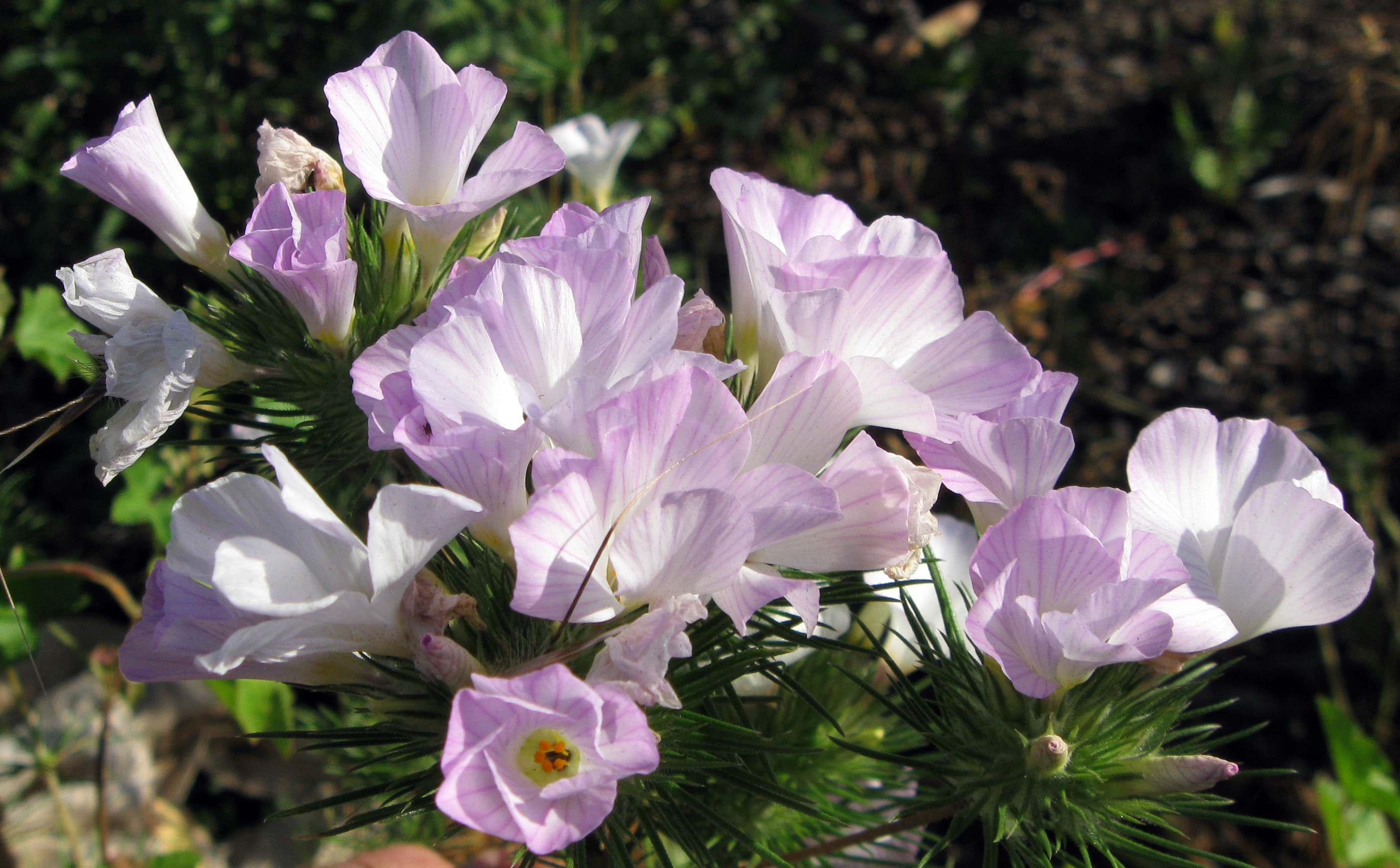